# Dmitrij Fomin (polityk)
Dmitrij Iwanowicz Fomin (ros. Дмитрий Иванович Фомин, ur. 26 października?/8 listopada 1900 w stanicy Żernowka w guberni saratowskiej, zm. 25 października 1986 w Moskwie) – radziecki polityk, minister.

## Życiorys
Od 1918 w RKP(b), od 1919 w Armii Czerwonej, oficer sztabowy. W latach 1920–1922 pełnomocnik powiatowej Czeki w Atkarsku w guberni saratowskiej, dowódca plutonu karabinów maszynowych oddziału specjalnego przeznaczenia, uczestniczył w karnych ekspedycjach. W 1922 sekretarz organizacji partyjnej batalionu, 1923-1924 pełnomocnik kolejowego oddziału OGPU w Saratowie, od 1924 na kierowniczych stanowiskach w instytucjach produktów zbożowych, 1932-1933 dyrektor kombinatu w Astrachaniu, 1933-1934 pełnomocnik Komitetu ds. zaopatrzenia w produkty zbożowe obwodu saratowskiego, 1943-1946 zastępca ludowego komisarza zapasów ZSRR. Od 4 maja 1946 do 23 lipca 1948 minister rezerw żywnościowych ZSRR, od 23 lipca 1948 do 26 kwietnia 1951 minister rezerw żywnościowych i materiałowych ZSRR. Od 1953 pracownik Ministerstwa Handlu ZSRR, od marca 1968 na emeryturze. Pochowany na Pochowany na Cmentarzu Kuncewskim

## Odznaczenia
- Order Czerwonego Sztandaru Pracy
- Order Wojny Ojczyźnianej I klasy
- Order „Znak Honoru”